# Desdunes
Desdunes (Haïtiaans-Creools: Dedin) is een stad en gemeente in Haïti met 37.000 inwoners. De gemeente maakt deel uit van het arrondissement Dessalines in het departement Artibonite.
Desdunes ligt in de Artibonitevallei, op 20 km van Gonaïves. De afstand tot Port-au-Prince bedraagt 150 km. De Golf van Gonâve is op 15 km afstand vanuit het dorp te zien.
Er is weinig toegang tot schoon drinkwater en medische faciliteiten. Er zijn een aantal internationale organisaties aanwezig die met de bevolking hieraan werken.

## Bevolking
In 2009 had de gemeente 33.672 inwoners, in 2003 werden 20.263 inwoners geteld. Dit komt neer op een stijging van 8,8% per jaar.
Van de bevolking woont 81% in de dorpskern en 19% in ruraal gebied. 50,2% van de bevolking is mannelijk. 40% van de bevolking is jonger dan 18 jaar.

## Indeling
De gemeente bestaat uit slechts één section communale:
| Nr. | Naam     | Km²   | Inw.2015 |
| --- | -------- | ----- | -------- |
| 1   | Desdunes | 99,49 | 37.027   |